# Liste der osttimoresischen Botschafter in Myanmar

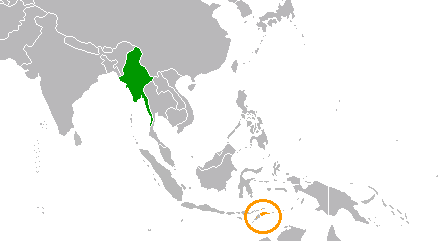
Myanmar (grün) und Osttimor (orange)

Diese Liste führt die osttimoresischen Botschafter in Myanmar auf. Die Botschaft befindet sich in Thirimingalar 4 St, House no. 4, Kamaryut Township, Yangon.

## Hintergrund
Die Beziehungen zwischen Myanmar und Osttimor werden derzeit ausgeweitet. Osttimor bereitet derzeit seinen Beitritt zu den ASEAN vor, denen Myanmar bereits angehört.
2016 wurde mit João Câmara von Staatspräsident Taur Matan Ruak der erste Botschafter Osttimors mit Sitz in Myanmar ernannt.
2023 wurde der Charge d'Affaires von der Militärregierung Myanmars ausgewiesen. Grund war die Aussage von Premierminister Xanana Gusmão, Osttimor werde den ASEAN nicht beitreten, solange Militärdiktaturen dort Mitglied seien.
| Name                     | Amtszeit      | Anmerkungen                                                                                                  |
| ------------------------ | ------------- | --- |
| Juvêncio Martins         | 2009–2011     | Sitz in Kuala Lumpur/Malaysia                                                                                |
| José António Amorim Dias | 2012–2016     | Sitz in Kuala Lumpur/Malaysia                                                                                |
| João Câmara              | 2016–2023 (?) | Erster Botschafter Osttimors mit Sitz in Myanmar Ernennung: 11. Februar 2016; Akkreditierung: 27. April 2016 |